# Heidenopfertisch

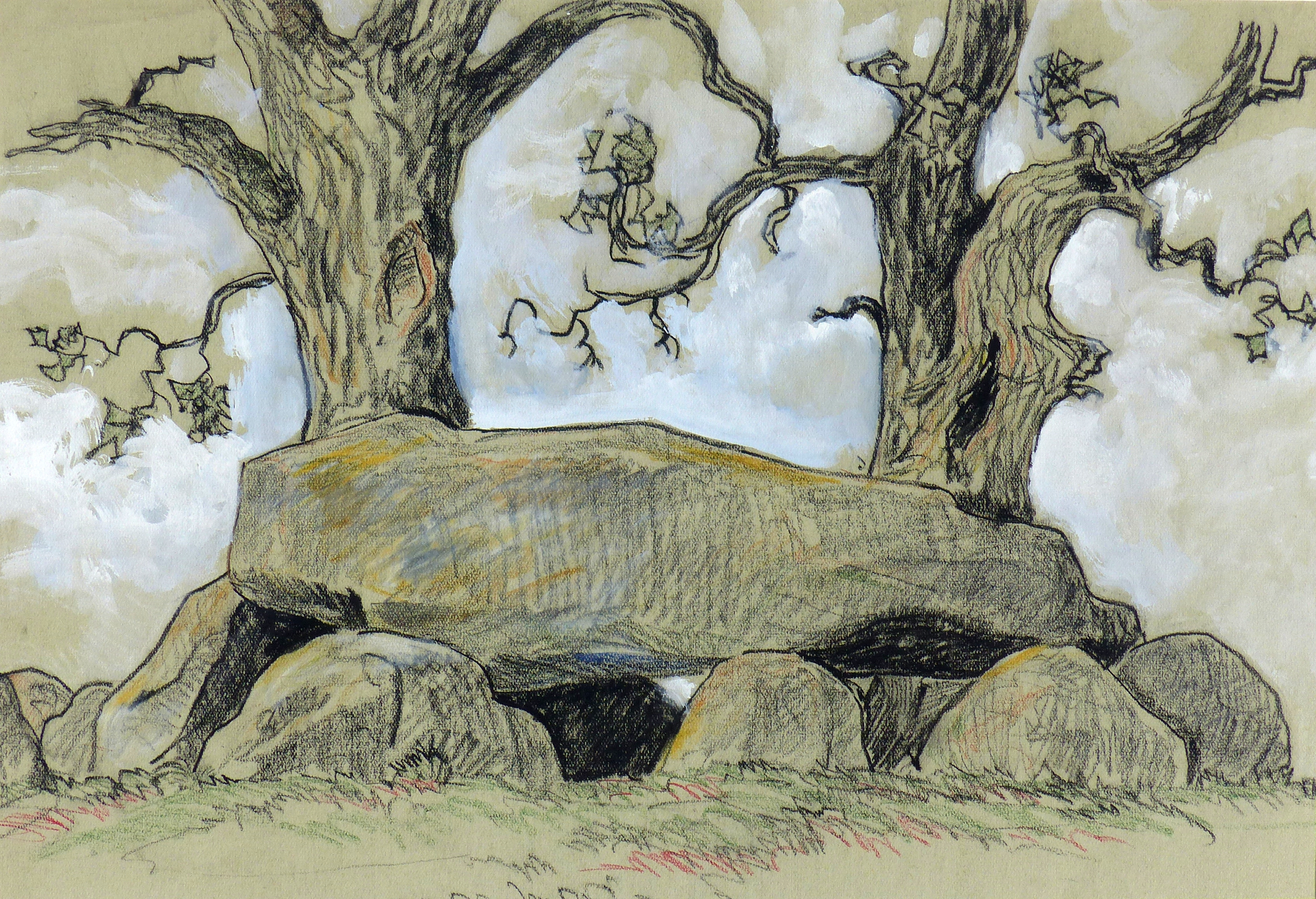
Großsteingrab Heidenopfertisch auf einer Zeichnung von Walther Hans Reinboth (1938)

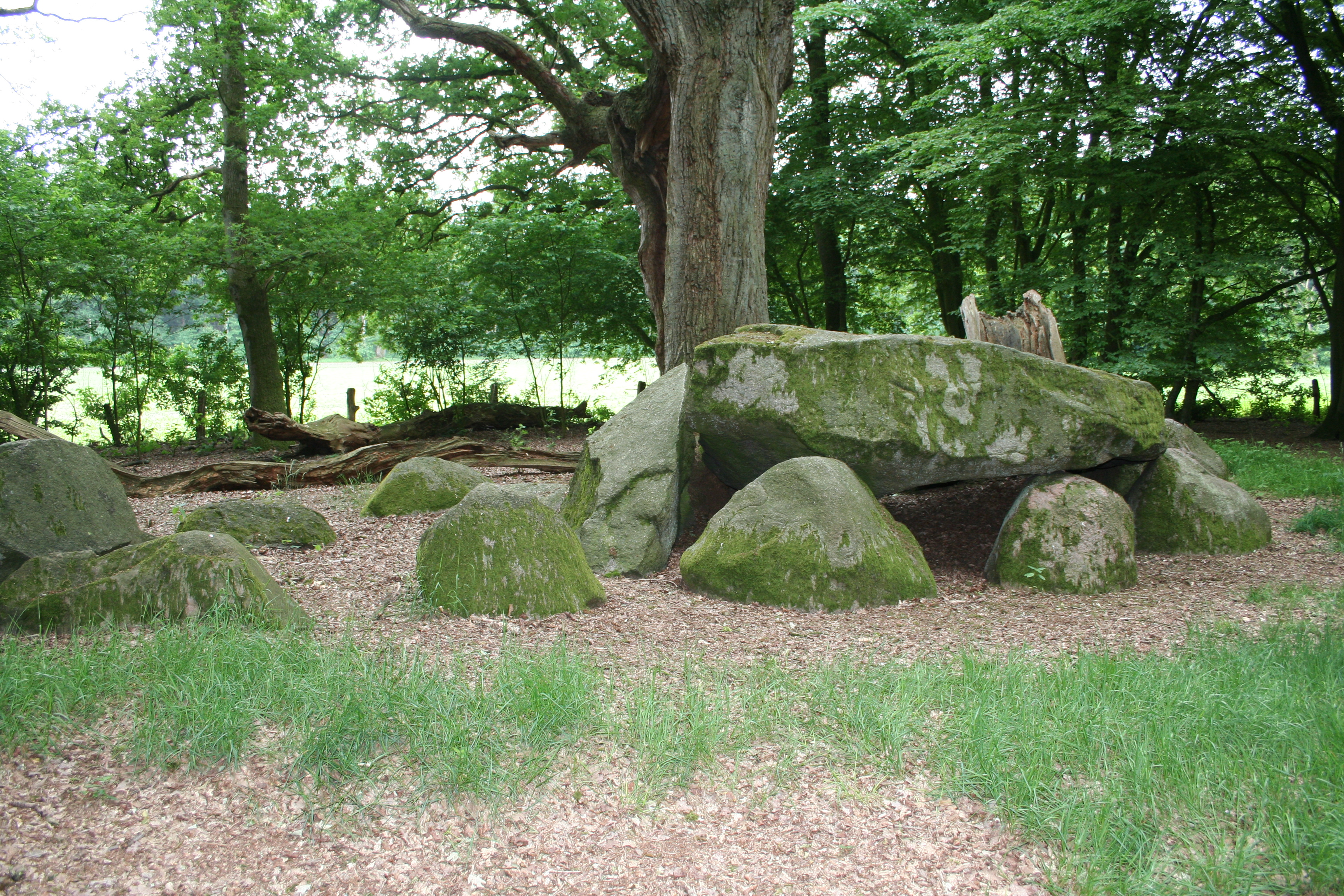
Großsteingrab Heidenopfertisch (2012) von Nordosten gesehen

Das Großsteingrab Heidenopfertisch mit der Sprockhoff-Nummer 974 befindet sich in Visbek im südoldenburgischen Landkreis Vechta in Niedersachsen. Die Bezeichnung Heidenopfertisch geht auf das 19. Jahrhundert zurück. Dieses Großsteingrab aus der Zeit der jüngeren Trichterbecherkultur liegt in der Wildeshauser Geest und zählt zu den bekanntesten Großsteingräbern Norddeutschlands an der Straße der Megalithkultur.

## Lage
Das Großsteingrab liegt in einem Mischwaldhain am Rande eines Feldes, südöstlich von Ahlhorn – und jenseits der Bundesautobahn 1 – beim Einzelgehöft und Landgasthof Engelmannsbäke, auf dem Gebiet der Bauerschaft Endel in der Gemeinde Visbek.

## Beschreibung
Der Heidenopfertisch – ein Großsteingrab der Nordischen Megalitharchitektur – ist in Ost-West-Richtung und ohne Einfassung angelegt; eine Überhügelung ist nicht nachweisbar. Auf der einen Längsseite befanden sich ehemals sieben, auf der anderen sechs Tragsteine. Von ehemals drei Decksteinen sind noch zwei vorhanden. Der Heidenopfertisch verfügt über den größten und schwersten erhaltenen Deckstein aller Großsteingräber im Oldenburgischen: Bei einer Größe von noch etwa 5 m × 3 m × 1,2 m soll der relativ flache Deckstein ein Gewicht von circa 50 Tonnen besitzen. Er war ursprünglich deutlich größer (7,0 m × 3,0 m × 1,2 m), denn mindestens zwei Stücke wurden im frühen 19. Jahrhundert abgesprengt und als Baumaterial verwendet. Die Grabkammer ist etwa 10,0 m × 2,5 m groß und es gibt keine Hinweise auf eine Einfassung. Der Zugang, von dem keine Steine erhalten sind, lag vermutlich im westlichen Teil der Südseite.
Das Großsteingrab hatte sich seit etlichen Generationen im Besitz des Zellers Engelmann befunden, als das Großherzogtum Oldenburg das Areal samt Monument nach langwierigen Verhandlungen im Jahre 1847 für 200 Reichstaler kaufen konnte und das Visbeker Wahrzeichen unter Denkmalschutz stellte.